# Avarul
Avarul este o comedie satirică în cinci acte din 1668 a dramaturgului francez Molière. A avut premiera la 9 septembrie 1668 la Théâtre du Palais-Royal.

## Intriga
În Avarul, pornind de la Aulularia lui Plaut, Molière păstrează doar ideea centrală: un zgârcit care își ascunde comoara, obsedat de pierderea ei.
Cei doi copii ai lui Harpagon s-au îndrăgostit: Cleante îi mărturisește surorii sale, Eliza, marea iubire pentru Marianne, fiica unei văduve destul de strâmtorate din apropiere. Eliza, la rândul ei este îndrăgostită de Valeriu, fiu rătăcit al unei familii bogate, care chiar își caută părinții atunci când a întâlnit-o. De dragul său și-a ascuns identitatea și s-a tocmit slujitor al tatălui ei. Pentru a căpăta încrederea suspiciosului avar, îi laudă fără încetare bunul simț și cumpătarea, aprobându-i inițiativele cele mai absurde. 
Deși amândurora dragostea le este confirmată, Eliza și Cleante nu sunt tocmai fericiți, căci știu că zgârcenia tatălui său nu le va permite niciodată să se căsătorească după pofta inimii. 
Norocul pare însă să-i surâdă lui Cleante: Harpagon îl cheamă să-i ceară părerea chiar în privința Mariannei, vrând să știe dacă fiul său o găsește potrivită pentru o soție. Firește că tânărul îi face portretul cel mai încurajator, totuși Harpagon întrebase pentru sine, căci s-a decis să-și ia o soție tânără și cuminte. „Fără să fie prea egoist”, fiului său îi rezervase deja o văduvă bogată, în vreme ce Elise se va căsători cu bătrânul Anselme, care nici nu cere zestre.
Cleante trebuie să o ia înaintea tatălui său, dar nu are nici un ban. Cămătarul la care apelase printr-un mijlocitor pentru a se împrumuta se dovedise a fi chiar Harpagon. Cel care găsește soluția este La Fleche, valetul lui Cleante, care-i fură bătrânului caseta cu bani îngropată în grădină. 
Înnebunit, Harpagon își amenință servitorii și îl cheamă pe procuror. Jupân Jacques (bucătar și vizitiu) care nu-l poate suferi pe Valere, aruncă vina asupra lui. Luat din scurt asupra "crimei" sale, Valere crede că este vorba de dragostea ascunsă pentru Elise și încearcă să-și ceară iertare în fața lui Harpagon, a procurorului și a lui Anselme, sosit și el întâmplător. În felul acesta iese la iveală nu doar adevărata vină a lui Valere, dar și identitatea sa. Atât acesta, cât și frumoasa Marianne sunt copiii domnului Anselme, pe numele său adevărat don Thomas d’Alburcy, a cărui familie se risipise pe vremuri într-un naufragiu din care fiecare se socotise unic supraviețuitor.
Căsătoria celor două perechi nu mai este în pericol, căci Anselme, generos, a acceptat toate condițiile lui Harpagon: suportarea tuturor cheltuielilor, lipsa oricărei zestre pentru Elise și Cleante, iar, în plus, haine noi de nuntă pentru părintele lor, care și-a recuperat și iubita casetă.

## Personajele
- Harpagon - tatăl lui Cleant și al Elizei, îndrăgostit de Mariana;
- Cléante - fiul lui Harpagon, iubitul Marianei;
- Eliza - fiica lui Harpagon, iubita lui Valeriu;
- Valeriu - fiul lui Anselm, îndrăgostit de Eliza;
- Mariana -  iubita lui Cleant și cea pe care o iubește Harpagon;
- Anselm sau  don Thomas d'Alburcy - tatăl lui Valeriu și al Marianei;
- Frosina - petitoare;
- Jupanul Simon - intermediar;
- Jupân Jacques - bucătar și vizitiu al lui Harpagon;
- La Flèche - servitorul lui Cleant;
- Doamna Claudia - slujitoare la Harpagon;
- Brindavoine și La Merluche - Servitorii  lui Harpagon
- Comisarul și secretarul său;

Acțiunea se petrece la Paris.

## Ecranizări
- 1973 : L'Avare, film TV regizat de René Lucot ;
- 1980 : Avarul (L'Avare), film francez regizat de Jean Girault și Louis de Funès, cu Louis de Funès, Frank David, Claire Dupray, Hervé Bellon, Michel Galabru, Claude Gensac, Bernard Menez ;
- 1990 : L'Avare (film italian regizat de Tonino Cervi, cu Alberto Sordi ;
- 2006 : L’Avare, film TV regizat de Christian de Chalonge, cu Michel Serrault, Jackie Berroyer și Nada Strancar.

## Teatru radiofonic
- 1957 - regia Paul Stratilat, cu Ion Finteșteanu ca Harpagon, Damian Crâșmaru ca Cléante, Valeria Gagealov ca Elise, Alfred Demetriu ca Valére, Mircea Constantinescu ca Jupânul Simon, Nicolae Gărdescu ca Jupânul Jaques, Mișu Fotino ca La Flèche.[2]

## Actori francezi care au jucat rolul lui Harpagon
- Molière
- Charles Dullin (1943)
- Denis d'Inès (1922) à (1954)
- Jean Vilar (1952)
- Georges Chamarat (1960)
- Louis de Funès (1980)
- Michel Etcheverry
- Roger Louret (1985)
- Michel Aumont (1969) à (1989)
- Michel Serrault (1986), (2006)
- Michel Bouquet (1979), (2007)
- Roger Planchon (1999)
- Gérard Giroudon (2000)
- Popeck (2002)
- Marc Legault (2007)
- Denis Podalydès (2009-2010).

## Actori francezi care au jucat rolul lui Cléante
- Du Croisy
- Dominique Guillo,
- Éric Génovèse,
- Benjamin Jungers,
- Loïc Corbery,
- Nicolas Briançon.